# Johnny Damon
Johnny David Damon (Fort Riley, 5 de novembro de 1973) é um ex-jogador americano de beisebol. Era campista central.
Damon estreou na Major League Baseball em 1995 pelos Kansas City Royals, onde permaneceu até 2000. Foi para os Oakland Athletics via troca em 2001. Em 2002, chegou aos Boston Red Sox, onde passou as melhores temporadas de sua carreira. Consagrou-se na equipe em 2004, quando bateu .304 com 20 home runs e 94 RBIs, sendo um dos jogadores mais importantes na campanha do título da Série Mundial. Mas, em 20 de dezembro de 2005, Damon assinou um contrato de 4 anos/US$ 52 milhões com os arqui-rivais New York Yankees. É hostilizado pelos torcedores dos Red Sox desde então, considerado "traidor"; uma das razões é esta declaração dada por ele em maio daquele ano: 
"Sem chance de eu jogar pelos Yankees, mas eu sei que eles estão vindo com tudo atrás de mim. Definitivamente, não é a coisa mais importante ir para lá pelo dinheiro, que os Yankees vão me oferecer. Não é o que eu preciso".
Uma frase referindo-se a Damon ficou popular: "Parece com Jesus. Lança como Maria. Age como Judas".
Em 20 de fevereiro de 2010, Damon assinou contrato de um ano valendo US$ 8 milhões com o Detroit Tigers, sujeito a um exame médico. Depois de dispensado pelos Tigers, ele jogou pelo Tampa Bay e pelo Cleveland Indians.